# Тинкинсвуд
Тинкинсвуд (англ. Tinkinswood) — доисторическая гробница-камерный дольмен на территории Уэльса. Датируется 5 тыс. до н. э., эпохой неолита. Вокруг погребальной камеры в древности существовало поселение.
Внутри гробницы обнаружено около 920 человеческих костей, относящихся в общей сложности к 40 различным людям. Предположительно тела сначала оставляли на открытом воздухе, и только потом переносили в погребальную камеру. В гробнице обнаружена неолитическая керамика и изделия культуры колоколовидных кубков, что говорит о длительности её использования, вплоть до начала бронзового века.
К гробнице подходят два параллельных ряда камней, образующие своеобразную «улицу».